# Paikiniana bella
Paikiniana bella là một loài nhện trong họ Linyphiidae.
Loài này thuộc chi Paikiniana. Paikiniana bella được Kap Yong Paik miêu tả năm 1978.